# AAA Noche de Campeones
Noche de Campeones fue un evento pago por visión de lucha libre profesional producido por la Lucha Libre AAA Worldwide. Tuvo lugar el 28 de diciembre de 2022 desde la Arena GNP Seguros en Acapulco, Guerrero.

## Resultados
- Nueva Generación Dinamita (El Cuatrero, Forastero & Sansón) derrotaron a Willie Mack & Los Jinetes del Aire (Aramís & Myzteziz Jr.) y retuvieron el Campeonato Mundial de Trios de AAA.
  - Forastero cubrió a Myzteziz después de aplicarle un "Sitout crucifix powerbomb".
  - Durante el combate, Hijo de Máscara 2000 ayudó a los campeones.
- Abismo Negro Jr. & Flammer derrotaron a Octagon Jr. & Lady Shani y Komander & Sexy Star II y ganaron el vacante Campeonato Mundial en Parejas Mixto de AAA.[2]
  - Originalmente Jericho Appreciation Society (Sammy Guevara & Tay Melo) debían defender los campeonatos en el evento, pero debido a la participación de Melo en New Year's Smash esa misma noche, fueron despojados de los títulos.
- Pagano derrotó a Vampiro, Aero Star, Blue Demon Jr., Niño Hamburguesa, Mr. Iguana, La Diva Salvaje, Jessy, Murder Clown, Dave the Clown, Panic Clown y La Parka Negra y ganó la Copa Mundo Imperial.
- Arez derrotó a Taurus y Villano III Jr. y ganó el inaugural Campeonato de La Leyenda Azul Blue Demon.
- Los Hermanos Lee (Dragon Lee & Dralístico) derrotaron a FTR (Cash Wheeler & Dax Harwood) y ganaron el Campeonato Mundial en Parejas de AAA.[3][4]
  - Durante la lucha Abismo Negro Jr. y el árbitro Hijo del Tirantes interfirieron a favor de FTR, pero el director de talentos Konnan expulso al árbitro y lo reemplazo por Piero.
- El Hijo del Vikingo derrotó a Bandido y retuvo el Megacampeonato de AAA.[5][6][7]
  - Vikingo cubrió a Bandido después de un "Spring 630 Splash".
  - Después del combate, ambos se dieron la mano en señal de respeto.